# Bill Holm
Bill Holm (Minneota, 25 agosto 1943 – Sioux Falls, 25 febbraio 2009) è stato uno scrittore, poeta e docente statunitense, musicista e saggista, Professore Emeritus di letteratura inglese presso la Southwest Minnesota State University.

## Biografia
Nato in una fattoria a nord di Minneota (Minnesota) nel 1943, frequentò il Collegio svedese Gustavus Adolphus a St. Peter (Minnesota) dove si laureò nel 1965. In seguito frequentò l'Università del Kansas. Nominato Professor Emeritus di letteratura e poetica inglese alla Southwest Minnesota State University, vi insegnò fino al pensionamento nel 2007.
Bill Holm fu eletto McKnight Distinguished Artist of the Year nel 2008. Questa onorificenza celebra gli artisti che si sono distinti profondamente nella cultura del Minnesota. Holm era discendente di immigrati islandesi e ogni anno passava parte di tempo presso la sua seconda dimora a Hofsós, in Islanda.
Holm è deceduto per polmonite il 25 febbraio 2009, a Sioux Falls (Dakota del Sud) a 65 anni.

## Opere
Autore di poesie e saggi, Holm ha pubblicato 12 libri, tradotti anche in altre lingue:
- Boxelder Bug Variations: A Meditation on an Idea in Language and Music, 1985 ISBN 0-915943-43-3
- The Music of Failure, 1986
- Coming Home Crazy: An Alphabet of China Essays, 1990 ISBN 978-0-915943-42-5
- The Dead Get By with Everything, 1991 ISBN 0-915943-55-7
- Chocolate Chip Cookies For Your Enemies, 1993
- Landscape of Ghosts, 1993
- The Heart Can Be Filled Anywhere on Earth, 1996 ISBN 978-1-57131-209-9
- Playing Haydn for the Angel of Death, 1997
- Faces of Christmas Past, 1998
- Eccentric Islands, 2000 ISBN 1-57131-245-5
  - (IT) Isole, Guanda, 2002 ISBN 978-88-8246-441-7
- Playing the Black Piano, 2004 ISBN 1-57131-417-2
- Windows of Brimnes: An American in Iceland, 2007 ISBN 1-57131-302-8

## Audio
Holm ha pubblicato 4 libri audio di poesie e saggi su CD:
- Holmward Bound - An Evening With Bill Holm, (EssayAudio.com, 2001, ISBN 0-9665212-5-0)
- Faces of Christmas Past, (EssayAudio.com, 2002, ISBN 0-9665212-6-9)
- Notes From the Black Piano, (EssayAudio.com, 2004, ISBN 0-9665212-0-X)
- There Is No Other Way to Speak – Voices, (EssayAudio.com, 2005, ISBN 0-9665212-7-7)